# Mejden, Silistra
Mejden (în bulgară Межден, în română Siniru-Nou) este un sat în comuna Dulovo, regiunea Silistra, Dobrogea de Sud, Bulgaria. 
Între anii 1913-1940 a făcut parte din plasa Accadânlar a județului Durostor, România.

## Demografie
Componența etnică a satului Mejden
     Bulgari (43,12%)
     Turci (43,44%)
     Romi (8,53%)
     Nicio identificare (0,15%)
     Altele (4,73%)
La recensământul din 2011, populația satului Mejden era de 633 locuitori. Nu există o etnie majoritară, locuitorii fiind turci (43,44%), bulgari (43,12%) și romi (8,53%). Pentru 0,15% din locuitori nu este cunoscută apartenența etnică.